# 고양이, 쫓겨나다
고양이, 쫓겨나다(Puss Gets the Boot)는 MGM 카툰에서 배급한 톰과 제리 시리즈의 1번째 애니메이션이다. 당시에는 톰과 제리(Tom and Jerry)라는 이름 대신에 재스퍼와 징크스(Jasper and Jinx)라는 시리즈로 시작하였다. 이 영화는 아카데미 단편 애니메이션상 후보에 올랐으나 상을 받지는 못하였다.